# Emirat de Jemaa
Jemaa fou un emirat històric i avui dia un emirat tradicional de Nigèria, a l'estat de Kaduna a Nigèria central. La capital fou la ciutat de Jamaa (o Jama'a), però ara és Kafanchan dins la LGA de Jamaa.
Un cap de terracota de fa dos mil anys fou descobert a Jemaa el 1944; va demostrar ser vital per a la comprensió de la cultura Nok, una civilització que probablement va florir a la zona compresa entre el 900 aC i el 200 dC. Escultures addicionals Nok es van trobar en la dècada de 1960 a Jemaa i a la població de Nok, un poble a 39 km al nord-oest, on la mineria d'estany en la dècada de 1930 va portar als primers descobriments Nok; les troballes ara es troben al Museu de Jos (77 quilòmetres al nord-est).
La ciutat moderna es va originar al voltant de 1810, quan Malam Usman, un predicador musulmà, va assumir el lideratge dels pastors fulani que havien fugit de Kajuru (121 km al nord-oest) i va fundar l'assentament de Jema'an-Darroro ("Els seguidors d'un Home Savi de Darroro"). Va fer de Jemaa un emirat i un estat vassall de l'emir de Zaria. Encara Usman (emir fins a 1833), i el seu fill Musa (emir des de 1837 fins a 1846 i de 1849 a 1850) van ampliar el domini per la conquesta de Ayu, Kaje, Mora, Gwandara, Kagoro i els pobles kagoma. Jemaa va continuar pagant tribut a Zaria fins a 1902, quan l'emirat va ser incorporat pels britànics com una divisió de la província de Nasarawa. Quan es va crear la província de Plateau el 1926, la seu de l'emirat va ser traslladat de Jema'an-Darroro (ara conegut com la Vella Jemaa) a Jema'an-Sarari; el 1933 l'emir Muhammadu va seleccionar Kafanchan, 18 quilòmetres al nord-nord-oest, com la capital de l'emirat,. El 1959 Jemaa emirat es va unir amb Kagoro, Jaba, i Moro per formar la Federació de Jemaa. Tot i que el governant tradicional pertanyia a una família fulani, la majoria dels seus habitants no són fulanis ni musulmans.

## Emirs
- 1810 - 1833 Malam Usman
- 1833 - 1837 Abd Allahi I dan Usman
- 1837 Abd ar-Rahman (primera vegada) -Regent
- 1837 - 1846 Musa dan Usman (primera vegada)
- 1846 - 1849 Abd ar-Rahman (segona vegada) -Regent
- 1849 - 1850 Musa dan Usman (segona vegada)
- 1850 - 1869 Adamu dan Usman (primera vegada)
- 1869 - 1881 Muhammadu Adda dan Usman (primera vegada)
- 1881 - 1885 Adamu dan Usman (segona vegada)
- 1885 - 1888 Muhammadu Adda dan Usman (segona vegada)
- 1888 - 1911 Abd Allahi II dan Abd ar-Rahman
- 1911 - 1915 Muhammadu dan Abd Allahi
- 1915 - 1926 Abd Allahi III dan Abd Allahi
- 1927 - 1960 Muhammadu dan Muhammadu
- 1960 - 1961 Dotze Ancians -Regents
- 1961 - 1998 Isa dan Muhammadu
- 1999 - Muhammadu dan Isa Muhammadu